# Antarctoboenus carlinii
Antarctoboenus carlinii — викопний вид соколоподібних птахів, що існував у ранньому еоцені в Антарктиді. Рештки птаха знайдено у відкладеннях формації Ла-Месета на острові Сеймур.

## Назва
Родова назва Antarctoboenus означає «антарктичний пішохід». Назва виду carlinii вшановує доктора Алехандро Карліні, керівника протягом майже 25 років Програми морських ссавців Аргентинського антарктичного інституту та одного з найвидатніших аргентинських дослідників у галузі знань про екосистеми Антарктики. 

## Філогенія
Голотиповий тарсометатарзус спочатку був віднесений до Falconidae, і було вказано на його спорідненість з Polyborinae. Детальний остеологічний та порівняльний аналізи антарктичного зразка дозволили визнати новий таксон членом стовбурової групи Falconidae, тобто він належить до ранньої радіації соколоподібних. Antarctoboenus carlinii відрізняється від членів коронної групи Falconidae тим, що має дуже мілку розгинальну борозну, великий foramen vasculare distale, непомітне сухожилкове прикріплення до m. adductor digiti II і короткий trichlea plus II, серед основних діагностичних ознак. Передбачувані філогенетичні зв'язки між A. carlinii та Polyborinae базуються на плезіоморфних ознаках, що зберігаються в тарсометатарзусі останньої клади.